# Mesorregión del Norte Goiano
La mesorregión del Norte Goiano es una de las cinco  mesorregiones del estado brasileño de Goiás. Está formada por la unión de 27 municipios agrupados en dos  microrregiones y concentra los mayores índices de pobreza del estado, siendo el municipio más poblado Porangatu.

## Microrregiones
- Chapada dos Veadeiros
- Porangatu

- Datos: Q544966